# Druhé město (nakladatelství)
Druhé město je brněnské nakladatelství, které založil v roce 2006 Martin Reiner.

## Historie a produkce
Druhé město na vydavatelském trhu nahradilo zaniklé nakladatelství Petrov, které existovalo patnáct let a postupně se stalo jedním z nejvýznamnějších českých nakladatelství (vydalo 343 titulů). Druhé město se mu podobá svou ediční skladbou, orientovanou na původní českou tvorbu. Liší se především rozsahem produkce, která je asi třetinová, a také tím, že se soustředí téměř výhradně na vydávání knih a věnuje se v daleko menší míře vedlejším kulturním aktivitám. K létu roku 2023 vydalo Druhé město 237 titulů. Ročně vydává deset až třináct knih, přičemž přibližně třetinu tvoří poezie.
V nakladatelství působí tým spolupracovníků už z dob Petrova: pod grafickými návrhy obálek a sazbou většiny knih je podepsán Bedřich Vémola, redaktorem zůstává už více než čtvrt století Miloš Voráč a součástí nejužšího původního týmu je i Barbora Reinerová, která má na starosti podávání grantů, knižní křty a další produkční záležitosti. Jediným nováčkem – do nakladatelství přišel v roce 2009 – je Jan Pražan, který se stará primárně o výrobu knih a jejich distribuci.

### Název Druhé město
Brno je druhé největší město v České republice – a Druhé město je současně název knihy významného českého spisovatele Michala Ajvaze, který své knihy vydával v Petrově a vydává dál i v Druhém městě. V Ajvazově knize jde přitom ve věci „druhého města“ o metaforu pro svět literární imaginace.

## Autoři Druhého města

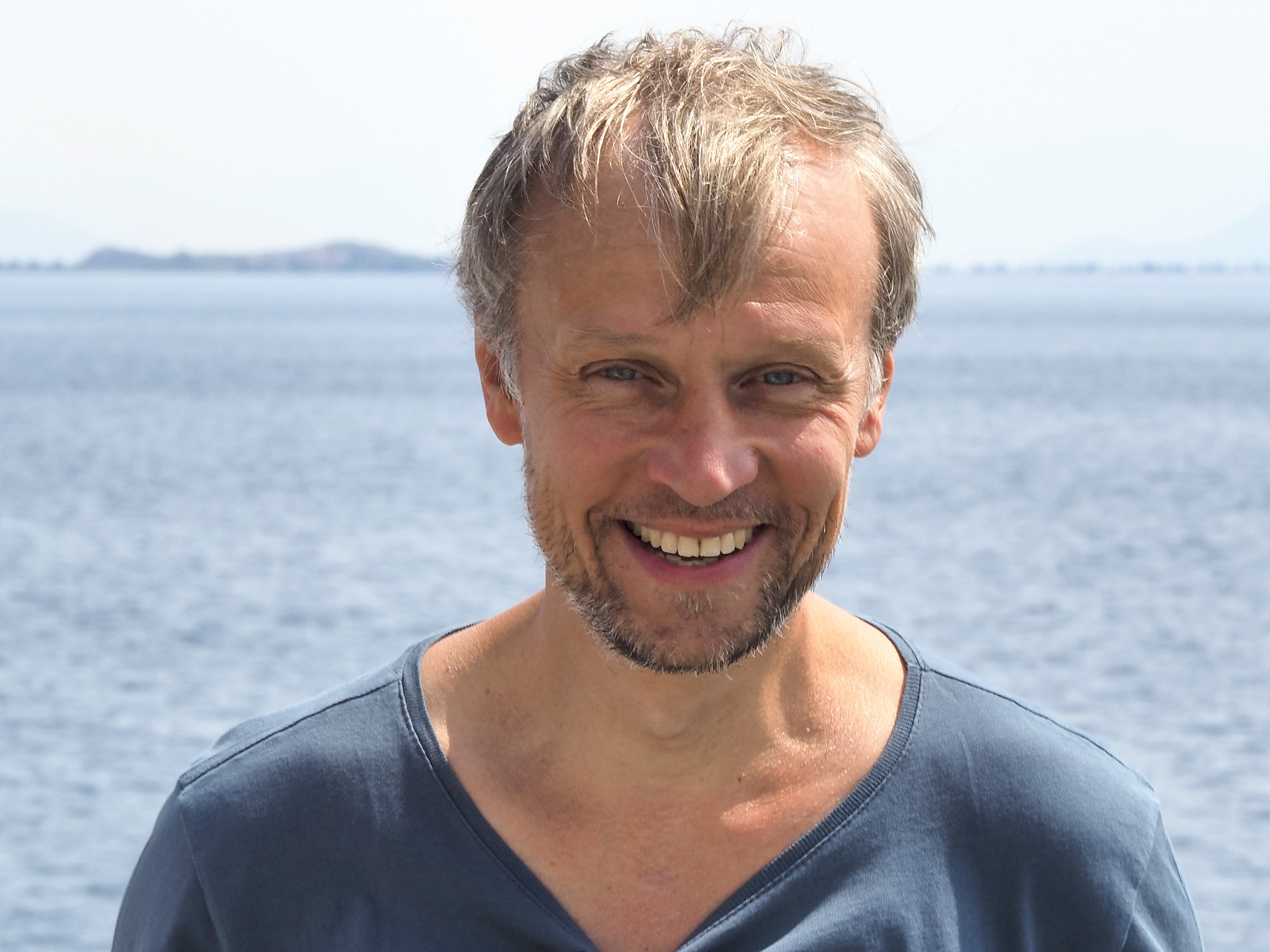
Martin Reiner

Po zrušení Petrova nabídlo nakladatelství Druhé město většinu titulů z tehdejšího aktuálního edičního plánu kolegům ze spřátelených nakladatelství, a to včetně románu Radky Denemarkové Peníze od Hitlera (oceněno cenou Magnesia Litera za nejlepší prózu, 2007), prvotiny prozaika Štěpána Kučery Tajná kronika Rychlých šípů, vzpomínky Jiřího Kuběny Paměť básníka: z mého orloje, román Stanislava Komárka Mandaríni, rozhovor Jaroslava Riedla s Jiřím Černým Kritik bez konzervatoře a další.
Zároveň do Druhého města přešla většina kmenových autorů Petrova jako Ivan Wernisch, Jiří Kratochvil, Irena Dousková, Michal Ajvaz, Sylva Fischerová, Petr Stančík, Václav Kahuda, Martin Fahrner, Marian Palla, Milan Ohnisko, Tomáš Přidal, Richard Erml nebo Karel Škrabal. S těmito všemi také Michal Viewegh a Evžen Boček. 
Michalu Vieweghovi v prosinci 2012 praskla aorta. Se štěstím přežil, ale zdravotní následky ovlivnily jeho další tvorbu. I přesto vydal v Druhém městě ještě šest knih, než přestoupil do nakladatelství Ikar. 
Příjmy z Vieweghových knih umožňovaly téměř dvacet let financovat řadu neziskových projektů Petrova i Druhého města, včetně velikého množství literárních debutů. Jedním z těchto debutantů byl i Evžen Boček, jehož prvotina Deník kastelána vyšla ještě v Petrově v roce 1999 pod pseudonymem Jan Bittner. V roce 2012 vydal Evžen Boček ve Druhém městě knihu s názvem Poslední aristokratka. Tato kniha vydaná již pod vlastním jménem se brzy stala kulturním fenoménem: Boček napsal v následující dekádě pět pokračování a celkové prodeje humoristické ságy přesáhly půl milionu výtisků. 
V Druhém městě postupně začali vydávat své knihy autoři, kteří jsou stejně úspěšní u čtenářů i kritiky jako autoři starší: Dora Kaprálová, Ondřej Hübl, Štěpán Kučera, Ludvík Němec, Jiří Šimáček či Stanislav Biler.
Samostatnou kapitolou v historii Druhého města je jedna z nejlepších českých prozaiček Zuzana Brabcová († 2015), která zde postupně vedle dvou nových knih vydala i své „kultovní“ starší tituly.  
V roce 2017 vyšla v Druhém městě poprvé kniha-rozhovor Who The Fuck Is David Koller? Rozhovor vedl Milan Ohnisko, který následně napsal dvě stejně pojaté knihy, rozhovor s Danielou Drtinovou Jako bych žila dva životy (2020) a další rok s Ivanem Bartošem s názvem Hurikán Ivan.

### Evžen Boček
Evžen Boček se narodil v Kyjově. Vystudoval Masarykovu univerzitu v Brně, poté učil na základní škole. Nyní pracuje jako kastelán na Státním zámku Milotice. Pod pseudonymem Jan Bittner vydal svou prvotinu Deník kastelána, jejíž třetí vydání již nese skutečné jméno autora. Bočkův román Poslední aristokratka získal Cenu Miloslava Švandrlíka za nejlepší humoristickou knihu roku. 
V roce 2019 mělo premiéru filmové zpracování příběhů šlechtické rodiny Kostkových s Tatianou Vilhelmovou a Hynkem Čermákem v hlavních rolích. Další díl filmové aristokratky se objeví v českých kinech začátkem roku 2024.

## Držitelé ceny Magnesia Litera
- 2012: Michal Ajvaz / Lucemburská zahrada – Kniha roku Magnesia Litera
- 2013: Zuzana Brabcová / Stropy – Litera za prózu
- 2013: Ivan Wernisch / Živ jsem byl! – Litera za nakladatelský čin
- 2015: Petr Stančík / Mlýn na mumie – Litera za prózu
- 2017: Milan Ohnisko / Světlo v ráně – Litera za poezii
- 2019: Ivan Wernisch / Pernambuco – Litera za poezii
- 2020 Jiří Kratochvil / Liška v dámu – Litera za prózu
- 2022 Stanislav Biler / Destrukce – Litera za prózu

## Výroční komiksové ceny Muriel
- 2019: Jiří Šimáček a Ján Lastomírsky / Článek II. – Nejlepší komiksová kniha; Nejlepší scénář; Cena Muriel České akademie komiksu